# مانع الحركة

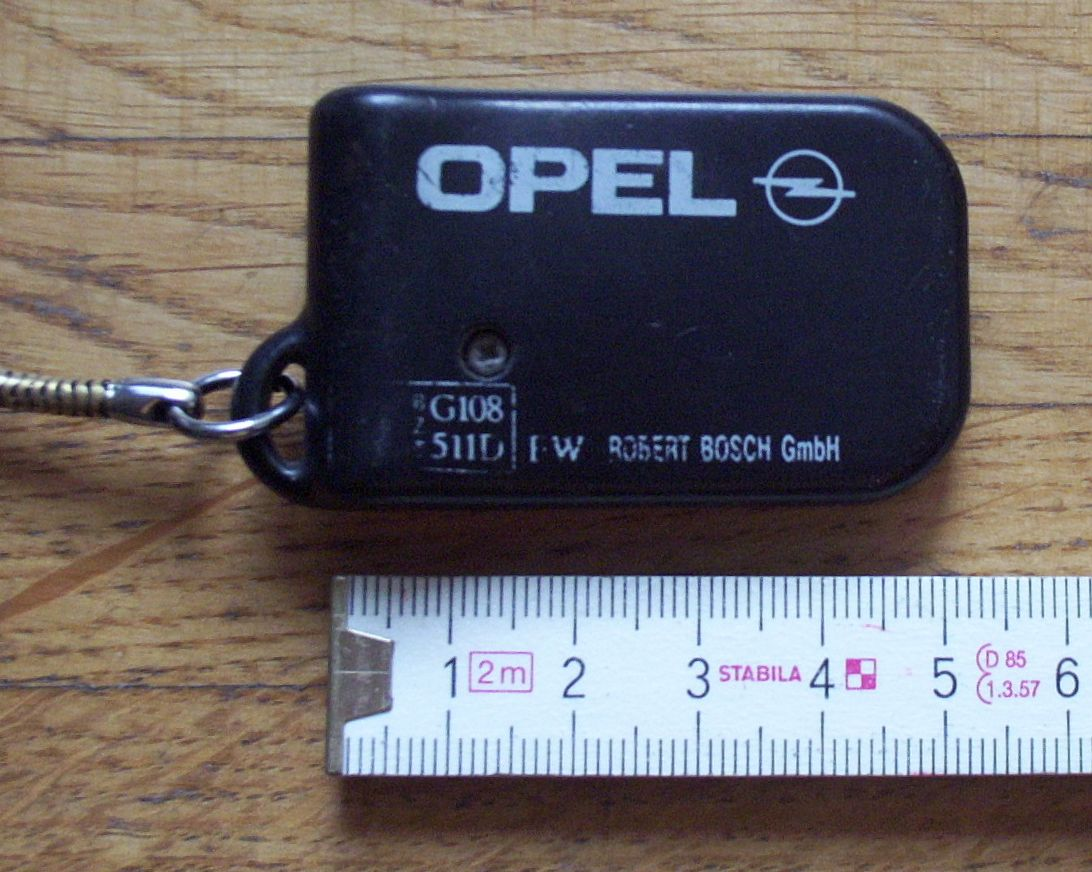
مفتاح فوب من الجيل الأول لمنع الحركة

علامة مانع الحركة

مانع الحركة او نظام الإيقاف بالانكليزية (immobilizer ) هو جهاز أمان إلكتروني يتم تركيبه في السيارة ويمنع تشغيل المحرك ما لم يكن المفتاح الصحيح ( جهاز الإرسال والاستقبال أو المفتاح الذكي ) موجودًا. هذا يمنع السيارة من أن تعمل بطريقة تسخين الأسلاك ، وبالتالي يقلل من سرقة السيارة . تظهر الأبحاث أن التطبيق هذه التقنية لمانع الحركة قلل من معدل سرقة السيارات بنسبة 40٪.

## وصف مانع الحركة
تم اختراع مانع الحركة او نظام الإيقاف من قبل سانت جورج إيفانز وإدوارد بيركينبول وحصلوا على براءة اختراع عام 1919. قاموا بتطوير شبكة 3x3 من المفاتيح ذات الاتصال المزدوج على لوحة مركبة داخل السيارة، حيث يتم توصيل التيار من البطارية (أو المولد الكهربائي) إلى شمعات الإشعال عند تشغيل مفتاح الإشعال، مما يسمح ببدء تشغيل المحرك، أو إيقاف تشغيل السيارة وتشغيل صفارة الإنذار. يمكن تغيير إعدادات النظام في كل مرة يتم فيها قيادة السيارة. أنظمة الإيقاف الحديثة هي تلقائية، مما يعني أن صاحب السيارة لا يحتاج إلى تذكر تفعيلها.
أصبحت أدوات منع الحركة إلزامية في جميع السيارات الجديدة المباعة في ألمانيا منذ 1 يناير 1998 ، في المملكة المتحدة منذ 1 أكتوبر 1998 ، في فنلندا منذ 1998 ، في أستراليا منذ 2001 وفي كندا منذ 2007. استخدمت النماذج المبكرة رمزًا ثابتًا في مفتاح الإشعال (أو مفتاح التشغيل) والذي تم التعرف عليه بواسطة حلقة RFID حول برميل القفل وفحصه مقابل وحدة التحكم في محرك السيارة (ECU) للمطابقة. إذا لم يتم التعرف على الكود ، فلن تسمح وحدة التحكم الإلكترونية بتدفق الوقود وبدء الاشتعال. تستخدم النماذج اللاحقة رموزًا متدرجة أو تشفيرًا متقدمًا للتغلب على نسخ الكود من المفتاح أو وحدة التحكم الإلكترونية.
الدائرة المتكاملة داخل المفتاح تُفعَّل عن طريق حقل كهرومغناطيسي صغير يُثير تدفق التيار داخل جسم المفتاح، والذي بدوره يبث رمزًا ثنائياً فريداً يتم قراءته من قِبَل وحدة التحكم الإلكترونية في السيارة. عندما تحدد وحدة التحكم الإلكترونية (ECU) أن المفتاح المشفر هو حالي وصحيح، تقوم وحدة التحكم الإلكترونية بتنشيط دارة حقن الوقود.
في بعض المركبات، محاولة استخدام مفتاح غير مصرح به أو "غير متتالي" يؤدي إلى تنشيط حالة عدم بدء التشغيل لفترة محددة، وفي بعض الأنظمة المتطورة جدًا، حتى يتم استخدام الاتصال الفضائي أو الهاتف المحمول لتنبيه شركة أمن بأن محاولة غير مصرح بها تمت لتشفير المفتاح.
ايضاً في وحدات التحكم الإلكترونية الحديثة للسيارات غالبًا ما يتم تسجيل هذه المعلومات وغيرها من المتغيرات. يتم تسجيل العديد من البيانات مثل السرعة، ودرجة الحرارة، ووزن السائق، والموقع الجغرافي، وسرعة السيارة، وزاوية الانحراف، وغيرها. يتم استخدام هذه المعلومات في التحقيقات التأمينية، ومطالبات الضمان، وأعمال الصيانة وإصلاح الأعطال التقنية.
الاستخدام
يمكن اضافة النظام (Add-on immobilisers) للسيارات القديمة أو المركبات التي لا تأتي مجهزة بأنظمة إيقاف مصنعة. وتعتبر الموافقة التأمينية لنظام إيقاف السيارة الذاتي "ثاتشام 2" وفقًا لمركز أبحاث إصلاح التأمين على المركبات في ثاتشام، إنجلترا. يجب أن تعترض أنظمة الإيقاف المعتمدة ما لا يقل عن دائرتين، وعادة ما تكون دائرة الإشعال ذات الجهد المنخفض ودائرة مضخة الوقود. قد تعترض بعض الأنظمة أيضًا دائرة محرك بدء التشغيل ذو التيار المنخفض من مفتاح التشغيل إلى المرحل.
الإحصائيات في أستراليا تشير إلى أن ثلاثة من كل أربعة حوادث سرقة السيارات تتعلق بالسيارات القديمة التي يتم سرقتها للمتعة وقيادة السيارة للتسلية فقط أو لاستخدامها في ارتكاب جريمة أخرى. وتشير التقارير إلى أن أنظمة إيقاف السيارات تم تركيبها في حوالي 45% من إجمالي السيارات في أستراليا، ولكنها تشكل فقط 7% من السيارات التي يتم سرقتها. وفي العديد من الحالات التي تمت سرقة سيارة مجهزة بنظام إيقاف، كان لدى اللصوص وصول إلى المفتاح الأصلي للسيارة. وتشير التقارير أيضًا إلى أن نسبة واحدة من كل أربع سيارات مسروقة يتم سرقتها بواسطة لصوص محترفين، في حين يتم سرقة الغالبية العظمى من السيارات بواسطة لصوص فرصيين يعتمدون على اكتشاف السيارات القديمة التي لا تتمتع بأمان فعال أو لا يوجد أمان على الإطلاق.
كانت هوندا أول شركة مصنعة للدراجات النارية تقوم بتضمين أجهزة منع الحركة على منتجاتها في التسعينيات.
في سبتمبر 2007 ، نصت لائحة هيئة النقل الكندية على تركيب نظام ايقاف الحركة على المحرك في جميع المركبات والشاحنات الجديدة خفيفة الوزن المصنعة في كندا.
أدى عدم وجود أجهزة منع الحركة في العديد من موديلات كيا وهيونداي الأمريكية قبل منتصف عام 2021 إلى جعل هذه السيارات أهدافًا للسرقة في 2020 و 2021 و 2022 ، خاصة في مقاطعة ميلووكي ، ويسكونسن ، وكولومبوس ، أوهايو . تم ربط تحدي تيتوك (تحدي سرقة الكيا) بسلسلة سرقات سيارات كيا وهونداي في عام 2022.

## الإبطال او كسر النظام
تم العثور على العديد من نقاط الضعف في مانعات الحركة المصممة لحماية السيارات الحديثة من السرقة. تستخدم العديد من أجهزة منع الحركة في السيارة شريحة Megamos ، والتي ثبت أنها قابلة للتصدع. يعد جهاز الإرسال والاستقبال Megamos واحدًا من العديد من أجهزة الإرسال والاستقبال المختلفة الموجودة في أنظمة منع الحركة الحالية ، كما أنه يأتي في العديد من الإصدارات المختلفة. سيتم تنفيذ قرصنة مانع الحركة في العالم الحقيقي على السيارة ، وليس على المفتاح. سيكون من الأسرع برمجة مفتاح جديد للسيارة من محاولة استنساخ المفتاح الحالي ، خاصة في المركبات الحديثة.
بعض أنظمة إيقاف السيارات تميل إلى تذكر آخر كود للمفتاح لفترة طويلة جدًا حتى أنها قد تقبل مفتاحًا غير مزود بنظام الإرسال والاستقبال حتى بعد أن يتم إزالة المفتاح الأصلي من مفتاح الإشعال لبضع دقائق.

## الفعالية
توصلت دراسة أجريت في عام 2016 ونُشرت في المجلة الاقتصادية إلى أن نظام إيقاف السيارة قلَّص معدل سرقة السيارات العام بحوالي 40٪ بين عامي 1995 و 2008. وتشير الدراسة إلى أن الفوائد التي يتمثلها تجنب حوادث السرقة تكون ثلاث مرات على الأقل أكثر من تكلفة تركيب الجهاز.

## أنظر أيضا
- نظام حماية ضد السرقة
- نظام مكافحة الاختطاف
- جهاز الاشتعال التعشيق
- التشخيصات على متن الطائرة # مشكلات أمنية
- برنامج الحماية من سرقة المركبات
- نظام بعيد بدون مفتاح
- مفتاح ذكي
- مفتاح (قفل)